# ريتشارد فالي
ريتشارد فالي (بالإنجليزية: Richard Valle)‏ هو صاحب مطعم أمريكي، ولد في 1931 في بورتلاند في الولايات المتحدة، وتوفي في 8 يوليو 1995.